# Dillon Corkery
Dillon Corkery (né le 12 février 1999 à Banteer) est un coureur cycliste irlandais.

## Biographie

### Débuts et progression chez les amateurs
Dillon Corkery commence le cyclisme à 11 ans après une blessure à la hanche. Jusqu'à ses 16-17 ans, il pratique également d'autres sports comme le badminton, la gymnastique (quatre fois champion national), le basket et les sports gaéliques, avant d'opter définitivement pour le vélo. 
En 2016 et 2017, il obtient de bons résultats sur le Tour d'Irlande juniors. Il remporte également le critérium des championnats d'Irlande sur route en 2018. L'année suivante, il représente notamment son pays aux championnats d'Europe espoirs. Il participe aussi au contre-la-montre par équipes des championnats du monde, sous les couleurs du Centre mondial du cyclisme,.
En 2020, il décide de rejoindre la Team Elite Restauration 89, club français de division nationale 2. Dans une saison perturbée par le Covid-19, il parvient à terminer troisième du Grand Prix Christian Fenioux, une manche de la Coupe de France DN2. Il intègre ensuite le CC Étupes en 2022, après un stage chez EvoPro Racing. Décrit comme un « sprinteur-puncheur », il obtient deux victoires et diverses places d'honneur. Il se classe notamment deuxième du Tour de la Manche, ou encore cinquième de Paris-Troyes, une compétition inscrite au calendrier de l'UCI. 
Lors de la saison 2023, il montre ses qualités de rouleur en gagnant le contre-la-montre du Saint-Brieuc Agglo Tour. Il est repéré à cette occasion par Stephan Gaudry, directeur sportif de l'équipe Saint Michel-Mavic-Auber 93. Dans son pays natal, il remporte une étape et le classement général de la Rás Tailteann. Sur le Tour de la Manche, il termine de nouveau second du classement général. Il finit aussi cinquième du Tour du Pays de Montbéliard et de son championnat national. Avec la sélection irlandaise, il participe aux championnats du monde et aux championnats d'Europe. 

### Carrière professionnelle
Il passe finalement professionnel en 2024 au sein de la structure Saint Michel-Mavic-Auber 93. Son premier contrat s'étend sur une saison. Il effectue sa reprise au mois de janvier sur le Grand Prix La Marseillaise. Quelques jours plus tard, il enchaîne avec l'Étoile de Bessèges, où il joue un rôle d'équipier pour son leader Alexandre Delettre. En mai, il décroche trois tops dix sur des étapes du Tour de Bretagne.
Au service du collectif lors de la saison 2024, l'équipe lui offre plus d'opportunités en 2025. Il les saisit en mars, auteur de trois tops 10, 8e du Grand Prix de Lillers-Souvenir Bruno Comini, 6e du Grand Prix de Denain et 8e de la Roue Tourangelle. En avril, il se classe 14e de Paris-Camembert et 3e de la première étape du Région Pays de la Loire Tour. Pour la deuxième partie de saison, il est retenu comme stagiaire en compagnie de Timo de Jong au sein de la formation World Tour Picnic PostNL. Il y retrouve Melvin Rullière comme directeur sportif, côtoyé lors de ses années en amateurs. Malade, il manque le Tour du Danemark, course sur laquelle il devait débuter son stage, notamment pour intégrer le train de Fabio Jakobsen. 

## Palmarès et résultats

### Palmarès par année
| - 2016 - 1re étape des Charleville Two Day - 2018 - Champion d'Irlande du critérium - Rás Luimní - Silver Pail GP - 3e étape des Foyle Three Days - 3e des Foyle Three Days - 2020 - 3e du Grand Prix Christian Fenioux - 2021 - 3e de la Nocturne de Bar-sur-Aube - 2022 - Grand Prix d'Onjon - Prix de Chavannes-sur-Reyssouze - 2e du Tour de la Manche | - 2023 - Rás Tailteann : - Classement général - 4e étape - 2e étape du Saint-Brieuc Agglo Tour (contre-la-montre) - 2e de la Pelousey Classic - 2e du Tour de la Manche - 2024 - Kells Criterium - 2e du championnat d'Irlande sur route |  |

### Classements mondiaux
| Année                                 | 2019  | 2020 | 2021  | 2022  | 2023  | 2024 |
| ------------------------------------- | ----- | ---- | ----- | ----- | ----- | ---- |
| Classement mondial                    | 2269e | nc   | 2339e | 1518e | 1627e | 738e |
| UCI Europe Tour                       | 1460e | nc   | 1561e | 1015e | nc    | nc   |
|                                       |       |      |       |       |       |      |
| Légende : nc = non classéSource : UCI |       |      |       |       |       |      |